# Olympische Sommerspiele 2020/Basketball – Mannschaft (Frauen)
Das Basketballturnier der Frauen bei den Olympischen Spielen 2020 wurde vom 26. Juli bis 8. August ausgetragen. Insgesamt nahmen 12 Teams teil.
Austragungsort war die Saitama Super Arena in der gleichnamigen Stadt Saitama, die 36.500 Zuschauern Platz bietet.

## Qualifikation
| Qualifikationswettbewerb       | Datum                    | Ort          | Plätze | Qualifizierte Teams |
| ------------------------------ | ------------------------ | ------------ | ------ | ------------------- |
| Gastgeber                      | 7. September 2013        | Buenos Aires | 1      | Japan               |
| Weltmeisterschaft 2018         | 22. – 30. September 2018 | Spanien      | 1      | Vereinigte Staaten  |
| Olympia-Qualifikationsturniere | 6. – 9. Februar 2020     | Bourges      | 3      | Australien          |
| Olympia-Qualifikationsturniere | 6. – 9. Februar 2020     | Bourges      | 3      | Frankreich          |
| Olympia-Qualifikationsturniere | 6. – 9. Februar 2020     | Bourges      | 3      | Puerto Rico         |
| Olympia-Qualifikationsturniere | 6. – 9. Februar 2020     | Ostende      | 2      | Belgien             |
| Olympia-Qualifikationsturniere | 6. – 9. Februar 2020     | Ostende      | 2      | Kanada              |
| Olympia-Qualifikationsturniere | 6. – 9. Februar 2020     | Belgrad      | 5      | Nigeria             |
| Olympia-Qualifikationsturniere | 6. – 9. Februar 2020     | Belgrad      | 5      | Serbien             |
| Olympia-Qualifikationsturniere | 6. – 9. Februar 2020     | Belgrad      | 5      | China               |
| Olympia-Qualifikationsturniere | 6. – 9. Februar 2020     | Belgrad      | 5      | Südkorea            |
| Olympia-Qualifikationsturniere | 6. – 9. Februar 2020     | Belgrad      | 5      | Spanien             |
| Gesamt                         | Gesamt                   | Gesamt       | 12     | 12                  |

## Ergebnisse

### Gruppenphase

#### Gruppe A
| Platz | Team     | Spiele | Siege | Ndlg. | Körbe   | Diff. | Punkte |
| ----- | -------- | ------ | ----- | ----- | ------- | ----- | ------ |
| 1.    | Spanien  | 3      | 3     | 0     | 234:205 | +29   | 6      |
| 2.    | Serbien  | 3      | 2     | 1     | 207:214 | −7    | 5      |
| 3.    | Kanada   | 3      | 1     | 2     | 208:201 | +7    | 4      |
| 4.    | Südkorea | 3      | 0     | 3     | 183:212 | −29   | 3      |

| 26. Juli 2021 10:00 Uhr (Ortszeit) | 3:00 Uhr (MESZ) | Südkorea                                                                          | 69 – 73 | Spanien                                             | Saitama Super Arena Schiedsrichter: Ferdinand Pascual (PHI), Andreia Silva (BRA), Kingsley Ojeaburu (NGR) |
| 26. Juli 2021 10:00 Uhr (Ortszeit) | 3:00 Uhr (MESZ) | Punkte pro Viertel: 15–16, 20–17, 18–21, 16–19 Punkte pro Halbzeit: 35–33, 34–40. |         |                                                     | Saitama Super Arena Schiedsrichter: Ferdinand Pascual (PHI), Andreia Silva (BRA), Kingsley Ojeaburu (NGR) |
| 26. Juli 2021 10:00 Uhr (Ortszeit) | 3:00 Uhr (MESZ) | Punkte: Kang 26 Rebounds: Park Ji-su 10 Assists: Park Hye-jin 5                   |         | Punkte: Ndour 28 Rebounds: Gil 14 Assists: Ouviña 8 | Saitama Super Arena Schiedsrichter: Ferdinand Pascual (PHI), Andreia Silva (BRA), Kingsley Ojeaburu (NGR) |
| 26. Juli 2021 10:00 Uhr (Ortszeit) | 3:00 Uhr (MESZ) |                                                                                   |         |                                                     | Saitama Super Arena Schiedsrichter: Ferdinand Pascual (PHI), Andreia Silva (BRA), Kingsley Ojeaburu (NGR) |

| 26. Juli 2021 17:20 Uhr (Ortszeit) | 10:20 Uhr (MESZ) | Serbien                                                                          | 72 – 68 | Kanada                                                 | Saitama Super Arena Schiedsrichter: Amy Bonner (USA), Leandro Lezcano (ARG), Maj Forsberg (DEN) |
| 26. Juli 2021 17:20 Uhr (Ortszeit) | 10:20 Uhr (MESZ) | Punkte pro Viertel: 16–13, 20–15, 9–17, 27–23 Punkte pro Halbzeit: 36–28, 36–40. |         |                                                        | Saitama Super Arena Schiedsrichter: Amy Bonner (USA), Leandro Lezcano (ARG), Maj Forsberg (DEN) |
| 26. Juli 2021 17:20 Uhr (Ortszeit) | 10:20 Uhr (MESZ) | Punkte: Vasić 16 Rebounds: Dabović 6 Assists: Crvendakić, Dabović 5              |         | Punkte: Fields 19 Rebounds: Nurse 6 Assists: Achonwa 5 | Saitama Super Arena Schiedsrichter: Amy Bonner (USA), Leandro Lezcano (ARG), Maj Forsberg (DEN) |
| 26. Juli 2021 17:20 Uhr (Ortszeit) | 10:20 Uhr (MESZ) |                                                                                  |         |                                                        | Saitama Super Arena Schiedsrichter: Amy Bonner (USA), Leandro Lezcano (ARG), Maj Forsberg (DEN) |

| 29. Juli 2021 10:00 Uhr (Ortszeit) | 3:00 Uhr (MESZ) | Kanada                                                                            | 74 – 53 | Südkorea                                                                        | Saitama Super Arena Schiedsrichter: Amy Bonner (USA), James Boyer (AUS), Gizella Györgyi (NOR) |
| 29. Juli 2021 10:00 Uhr (Ortszeit) | 3:00 Uhr (MESZ) | Punkte pro Viertel: 16–15, 17–13, 16–11, 25–14 Punkte pro Halbzeit: 33–28, 41–25. |         |                                                                                 | Saitama Super Arena Schiedsrichter: Amy Bonner (USA), James Boyer (AUS), Gizella Györgyi (NOR) |
| 29. Juli 2021 10:00 Uhr (Ortszeit) | 3:00 Uhr (MESZ) | Punkte: Carleton 18 Rebounds: Achonwa 10 Assists: Achonwa 5                       |         | Punkte: Park Ji-su 15 Rebounds: Park Ji-su 11 Assists: Shin, Yoon, Kim Dan-bi 3 | Saitama Super Arena Schiedsrichter: Amy Bonner (USA), James Boyer (AUS), Gizella Györgyi (NOR) |
| 29. Juli 2021 10:00 Uhr (Ortszeit) | 3:00 Uhr (MESZ) |                                                                                   |         |                                                                                 | Saitama Super Arena Schiedsrichter: Amy Bonner (USA), James Boyer (AUS), Gizella Györgyi (NOR) |

| 29. Juli 2021 17:20 Uhr (Ortszeit) | 10:20 Uhr (MESZ) | Spanien                                                                           | 85 – 70 | Serbien                                                                         | Saitama Super Arena Schiedsrichter: Yohan Rosso (FRA), Maj Forsberg (DEN), Andreia Silva (BRA) |
| 29. Juli 2021 17:20 Uhr (Ortszeit) | 10:20 Uhr (MESZ) | Punkte pro Viertel: 19–20, 22–24, 18–14, 26–12 Punkte pro Halbzeit: 41–44, 44–26. |         |                                                                                 | Saitama Super Arena Schiedsrichter: Yohan Rosso (FRA), Maj Forsberg (DEN), Andreia Silva (BRA) |
| 29. Juli 2021 17:20 Uhr (Ortszeit) | 10:20 Uhr (MESZ) | Punkte: Ndour 20 Rebounds: Ndour 9 Assists: Ouviña 8                              |         | Punkte: Brooks 16 Rebounds: Anderson 8 Assists: Anderson, Crvendakić, Dabović 4 | Saitama Super Arena Schiedsrichter: Yohan Rosso (FRA), Maj Forsberg (DEN), Andreia Silva (BRA) |
| 29. Juli 2021 17:20 Uhr (Ortszeit) | 10:20 Uhr (MESZ) |                                                                                   |         |                                                                                 | Saitama Super Arena Schiedsrichter: Yohan Rosso (FRA), Maj Forsberg (DEN), Andreia Silva (BRA) |

| 1. August 2021 10:00 Uhr (Ortszeit) | 3:00 Uhr (MESZ) | Kanada                                                                                       | 66 – 76 | Spanien                                               | Saitama Super Arena Schiedsrichter: Yu Jung (TPE), Leandro Lezcano (ARG), Yevgeniy Mikheyev (KAZ) |
| 1. August 2021 10:00 Uhr (Ortszeit) | 3:00 Uhr (MESZ) | Punkte pro Viertel: 13–23, 21–17, 13–20, 19–16 Punkte pro Halbzeit: 34–40, 32–36.            |         |                                                       | Saitama Super Arena Schiedsrichter: Yu Jung (TPE), Leandro Lezcano (ARG), Yevgeniy Mikheyev (KAZ) |
| 1. August 2021 10:00 Uhr (Ortszeit) | 3:00 Uhr (MESZ) | Punkte: Nurse 14 Rebounds: Carleton, Raincock-Ekunwe, Amihere, Achonwa 6 Assists: Carleton 4 |         | Punkte: Ndour 20 Rebounds: Ndour 11 Assists: Ouviña 7 | Saitama Super Arena Schiedsrichter: Yu Jung (TPE), Leandro Lezcano (ARG), Yevgeniy Mikheyev (KAZ) |
| 1. August 2021 10:00 Uhr (Ortszeit) | 3:00 Uhr (MESZ) |                                                                                              |         |                                                       | Saitama Super Arena Schiedsrichter: Yu Jung (TPE), Leandro Lezcano (ARG), Yevgeniy Mikheyev (KAZ) |

| 1. August 2021 21:00 Uhr (Ortszeit) | 14:00 Uhr (MESZ) | Südkorea                                                                            | 61 – 65 | Serbien                                                                        | Saitama Super Arena Schiedsrichter: Ferdinand Pascual (PHI), Amy Bonner (USA), Andreia Silva (BRA) |
| 1. August 2021 21:00 Uhr (Ortszeit) | 14:00 Uhr (MESZ) | Punkte pro Viertel: 10–17, 14–15, 20–18, 17–15 Punkte pro Halbzeit: 24–32, 37–33.   |         |                                                                                | Saitama Super Arena Schiedsrichter: Ferdinand Pascual (PHI), Amy Bonner (USA), Andreia Silva (BRA) |
| 1. August 2021 21:00 Uhr (Ortszeit) | 14:00 Uhr (MESZ) | Punkte: Park Ji-hyun 17 Rebounds: Park Ji-su 11 Assists: Park Ji-hyun, Park Ji-su 5 |         | Punkte: Crvendakić 15 Rebounds: Vasić 10 Assists: Crvendakić, Dabović, Vasić 4 | Saitama Super Arena Schiedsrichter: Ferdinand Pascual (PHI), Amy Bonner (USA), Andreia Silva (BRA) |
| 1. August 2021 21:00 Uhr (Ortszeit) | 14:00 Uhr (MESZ) |                                                                                     |         |                                                                                | Saitama Super Arena Schiedsrichter: Ferdinand Pascual (PHI), Amy Bonner (USA), Andreia Silva (BRA) |

#### Gruppe B
| Platz | Team               | Spiele | Siege | Ndlg. | Körbe   | Diff. | Punkte |
| ----- | ------------------ | ------ | ----- | ----- | ------- | ----- | ------ |
| 1.    | Vereinigte Staaten | 3      | 3     | 0     | 260:223 | +37   | 6      |
| 2.    | Japan              | 3      | 2     | 1     | 245:239 | +6    | 5      |
| 3.    | Frankreich         | 3      | 1     | 2     | 239:229 | +10   | 4      |
| 4.    | Nigeria            | 3      | 0     | 3     | 217:270 | −53   | 3      |

| 27. Juli 2021 10:00 Uhr (Ortszeit) | 3:00 Uhr (MESZ) | Japan                                                                             | 74 – 70 | Frankreich                                             | Saitama Super Arena Schiedsrichter: Maripier Malo (CAN), James Boyer (AUS), Yevgeniy Mikheyev (KAZ) |
| 27. Juli 2021 10:00 Uhr (Ortszeit) | 3:00 Uhr (MESZ) | Punkte pro Viertel: 13–17, 21–19, 18–13, 22–21 Punkte pro Halbzeit: 34–26, 40–34. |         |                                                        | Saitama Super Arena Schiedsrichter: Maripier Malo (CAN), James Boyer (AUS), Yevgeniy Mikheyev (KAZ) |
| 27. Juli 2021 10:00 Uhr (Ortszeit) | 3:00 Uhr (MESZ) | Punkte: Hayashi 12 Rebounds: Akaho 9 Assists: Machida 11                          |         | Punkte: Gruda 18 Rebounds: Gruda 9 Assists: Johannès 4 | Saitama Super Arena Schiedsrichter: Maripier Malo (CAN), James Boyer (AUS), Yevgeniy Mikheyev (KAZ) |
| 27. Juli 2021 10:00 Uhr (Ortszeit) | 3:00 Uhr (MESZ) |                                                                                   |         |                                                        | Saitama Super Arena Schiedsrichter: Maripier Malo (CAN), James Boyer (AUS), Yevgeniy Mikheyev (KAZ) |

| 27. Juli 2021 13:40 Uhr (Ortszeit) | 6:40 Uhr (MESZ) | Nigeria                                                                           | 72 – 81 | Vereinigte Staaten                                     | Saitama Super Arena Schiedsrichter: Yu Jung (TPE), Scott Beker (AUS), Gizella Györgyi (NOR) |
| 27. Juli 2021 13:40 Uhr (Ortszeit) | 6:40 Uhr (MESZ) | Punkte pro Viertel: 20–17, 12–27, 18–26, 22–11 Punkte pro Halbzeit: 32–44, 40–37. |         |                                                        | Saitama Super Arena Schiedsrichter: Yu Jung (TPE), Scott Beker (AUS), Gizella Györgyi (NOR) |
| 27. Juli 2021 13:40 Uhr (Ortszeit) | 6:40 Uhr (MESZ) | Punkte: Kalu Rebounds: Kunaiyi-Akpannah 9 Assists: Amukamara 4                    |         | Punkte: Wilson 19 Rebounds: Wilson 13 Assists: Bird 13 | Saitama Super Arena Schiedsrichter: Yu Jung (TPE), Scott Beker (AUS), Gizella Györgyi (NOR) |
| 27. Juli 2021 13:40 Uhr (Ortszeit) | 6:40 Uhr (MESZ) |                                                                                   |         |                                                        | Saitama Super Arena Schiedsrichter: Yu Jung (TPE), Scott Beker (AUS), Gizella Györgyi (NOR) |

| 30. Juli 2021 13:40 Uhr (Ortszeit) | 6:40 Uhr (MESZ) | Vereinigte Staaten                                                                | 86 – 69 | Japan                                                   | Saitama Super Arena Schiedsrichter: Yener Yılmaz (TUR), Yevgeniy Mikheyev (KAZ), Gizella Györgyi (NOR) |
| 30. Juli 2021 13:40 Uhr (Ortszeit) | 6:40 Uhr (MESZ) | Punkte pro Viertel: 28–30, 21–10, 16–13, 21–16 Punkte pro Halbzeit: 49–40, 37–29. |         |                                                         | Saitama Super Arena Schiedsrichter: Yener Yılmaz (TUR), Yevgeniy Mikheyev (KAZ), Gizella Györgyi (NOR) |
| 30. Juli 2021 13:40 Uhr (Ortszeit) | 6:40 Uhr (MESZ) | Punkte: Wilson 19 Rebounds: Stewart 13 Assists: Bird, Stewart 6                   |         | Punkte: Takada 15 Rebounds: Akaho 8 Assists: Machida 11 | Saitama Super Arena Schiedsrichter: Yener Yılmaz (TUR), Yevgeniy Mikheyev (KAZ), Gizella Györgyi (NOR) |
| 30. Juli 2021 13:40 Uhr (Ortszeit) | 6:40 Uhr (MESZ) |                                                                                   |         |                                                         | Saitama Super Arena Schiedsrichter: Yener Yılmaz (TUR), Yevgeniy Mikheyev (KAZ), Gizella Györgyi (NOR) |

| 30. Juli 2021 17:20 Uhr (Ortszeit) | 10:20 Uhr (MESZ) | Frankreich                                                                        | 87 – 62 | Nigeria                                                                                       | Saitama Super Arena Schiedsrichter: Scott Beker (AUS), Luis Castillo (ESP), Samir Abaakil (MAR) |
| 30. Juli 2021 17:20 Uhr (Ortszeit) | 10:20 Uhr (MESZ) | Punkte pro Viertel: 18–12, 26–15, 23–15, 20–20 Punkte pro Halbzeit: 44–27, 43–35. |         |                                                                                               | Saitama Super Arena Schiedsrichter: Scott Beker (AUS), Luis Castillo (ESP), Samir Abaakil (MAR) |
| 30. Juli 2021 17:20 Uhr (Ortszeit) | 10:20 Uhr (MESZ) | Punkte: Gruda 14 Rebounds: Gruda, Williams 9 Assists: Duchet 5                    |         | Punkte: Amukamara 11 Rebounds: Nyingifa, Elonu, Kunaiyi-Akpannah 4 Assists: Amukamara, Kalu 3 | Saitama Super Arena Schiedsrichter: Scott Beker (AUS), Luis Castillo (ESP), Samir Abaakil (MAR) |
| 30. Juli 2021 17:20 Uhr (Ortszeit) | 10:20 Uhr (MESZ) |                                                                                   |         |                                                                                               | Saitama Super Arena Schiedsrichter: Scott Beker (AUS), Luis Castillo (ESP), Samir Abaakil (MAR) |

| 2. August 2021 10:00 Uhr (Ortszeit) | 3:00 Uhr (MESZ) | Nigeria                                                                           | 83 – 102 | Japan                                                    | Saitama Super Arena Schiedsrichter: Juan Fernández (ARG), Andreia Silva (BRA), Yevgeniy Mikheyev (KAZ) |
| 2. August 2021 10:00 Uhr (Ortszeit) | 3:00 Uhr (MESZ) | Punkte pro Viertel: 22–30, 16–21, 19–33, 26–18 Punkte pro Halbzeit: 38–51, 45–69. |          |                                                          | Saitama Super Arena Schiedsrichter: Juan Fernández (ARG), Andreia Silva (BRA), Yevgeniy Mikheyev (KAZ) |
| 2. August 2021 10:00 Uhr (Ortszeit) | 3:00 Uhr (MESZ) | Punkte: Macaulay 18 Rebounds: Chidom, Elonu 7 Assists: Nyingifa 8                 |          | Punkte: Hayashi 23 Rebounds: Akaho 7 Assists: Machida 15 | Saitama Super Arena Schiedsrichter: Juan Fernández (ARG), Andreia Silva (BRA), Yevgeniy Mikheyev (KAZ) |
| 2. August 2021 10:00 Uhr (Ortszeit) | 3:00 Uhr (MESZ) |                                                                                   |          |                                                          | Saitama Super Arena Schiedsrichter: Juan Fernández (ARG), Andreia Silva (BRA), Yevgeniy Mikheyev (KAZ) |

| 2. August 2021 13:40 Uhr (Ortszeit) | 6:40 Uhr (MESZ) | Frankreich                                                                        | 82 – 93 | Vereinigte Staaten                                            | Saitama Super Arena Schiedsrichter: Manuel Mazzoni (ITA), Ferdinand Pascual (PHI), Rabah Noujaim (LIB) |
| 2. August 2021 13:40 Uhr (Ortszeit) | 6:40 Uhr (MESZ) | Punkte pro Viertel: 22–19, 22–31, 23–21, 15–22 Punkte pro Halbzeit: 44–50, 38–43. |         |                                                               | Saitama Super Arena Schiedsrichter: Manuel Mazzoni (ITA), Ferdinand Pascual (PHI), Rabah Noujaim (LIB) |
| 2. August 2021 13:40 Uhr (Ortszeit) | 6:40 Uhr (MESZ) | Punkte: Miyem 15 Rebounds: Gruda 6 Assists: Johannès 7                            |         | Punkte: Wilson 22 Rebounds: Stewart, Wilson 7 Assists: Loyd 8 | Saitama Super Arena Schiedsrichter: Manuel Mazzoni (ITA), Ferdinand Pascual (PHI), Rabah Noujaim (LIB) |
| 2. August 2021 13:40 Uhr (Ortszeit) | 6:40 Uhr (MESZ) |                                                                                   |         |                                                               | Saitama Super Arena Schiedsrichter: Manuel Mazzoni (ITA), Ferdinand Pascual (PHI), Rabah Noujaim (LIB) |

#### Gruppe C
| Platz | Team        | Spiele | Siege | Ndlg. | Körbe   | Diff. | Punkte |
| ----- | ----------- | ------ | ----- | ----- | ------- | ----- | ------ |
| 1.    | China       | 3      | 3     | 0     | 247:191 | +56   | 6      |
| 2.    | Belgien     | 3      | 2     | 1     | 234:196 | +38   | 5      |
| 3.    | Australien  | 3      | 1     | 2     | 240:230 | +10   | 4      |
| 4.    | Puerto Rico | 3      | 0     | 3     | 176:280 | −104  | 3      |

| 27. Juli 2021 17:20 Uhr (Ortszeit) | 10:20 Uhr (MESZ) | Australien                                                                        | 70 – 85 | Belgien                                                         | Saitama Super Arena Schiedsrichter: Juan Fernández (ARG), Amy Bonner (USA), Yener Yılmaz (TUR) |
| 27. Juli 2021 17:20 Uhr (Ortszeit) | 10:20 Uhr (MESZ) | Punkte pro Viertel: 17–21, 24–16, 16–19, 13–29 Punkte pro Halbzeit: 41–37, 29–48. |         |                                                                 | Saitama Super Arena Schiedsrichter: Juan Fernández (ARG), Amy Bonner (USA), Yener Yılmaz (TUR) |
| 27. Juli 2021 17:20 Uhr (Ortszeit) | 10:20 Uhr (MESZ) | Punkte: Magbegor 20 Rebounds: George 10 Assists: Mitchell 7                       |         | Punkte: Meesseman 32 Rebounds: Meesseman 9 Assists: Allemand 11 | Saitama Super Arena Schiedsrichter: Juan Fernández (ARG), Amy Bonner (USA), Yener Yılmaz (TUR) |
| 27. Juli 2021 17:20 Uhr (Ortszeit) | 10:20 Uhr (MESZ) |                                                                                   |         |                                                                 | Saitama Super Arena Schiedsrichter: Juan Fernández (ARG), Amy Bonner (USA), Yener Yılmaz (TUR) |

| 27. Juli 2021 21:00 Uhr (Ortszeit) | 14:00 Uhr (MESZ) | Puerto Rico                                                                      | 55 – 97 | China                                                 | Saitama Super Arena Schiedsrichter: Takaki Kato (JPN), Maj Forsberg (DEN), Samir Abaakil (MAR) |
| 27. Juli 2021 21:00 Uhr (Ortszeit) | 14:00 Uhr (MESZ) | Punkte pro Viertel: 17–32, 9–21, 13–18, 16–26 Punkte pro Halbzeit: 26–53, 29–44. |         |                                                       | Saitama Super Arena Schiedsrichter: Takaki Kato (JPN), Maj Forsberg (DEN), Samir Abaakil (MAR) |
| 27. Juli 2021 21:00 Uhr (Ortszeit) | 14:00 Uhr (MESZ) | Punkte: Rosado 14 Rebounds: Quiñones 5 Assists: Gwathmey 4                       |         | Punkte: Li Yueru 21 Rebounds: Han 14 Assists: Huang 7 | Saitama Super Arena Schiedsrichter: Takaki Kato (JPN), Maj Forsberg (DEN), Samir Abaakil (MAR) |
| 27. Juli 2021 21:00 Uhr (Ortszeit) | 14:00 Uhr (MESZ) |                                                                                  |         |                                                       | Saitama Super Arena Schiedsrichter: Takaki Kato (JPN), Maj Forsberg (DEN), Samir Abaakil (MAR) |

| 30. Juli 2021 10:00 Uhr (Ortszeit) | 3:00 Uhr (MESZ) | Belgien                                                                          | 87 – 52 | Puerto Rico                                                          | Saitama Super Arena Schiedsrichter: Maripier Malo (CAN), Yu Jung (TPE), Kingsley Ojeaburu (NGA) |
| 30. Juli 2021 10:00 Uhr (Ortszeit) | 3:00 Uhr (MESZ) | Punkte pro Viertel: 23–16, 20–8, 17–13, 27–15 Punkte pro Halbzeit: 43–24, 45–28. |         |                                                                      | Saitama Super Arena Schiedsrichter: Maripier Malo (CAN), Yu Jung (TPE), Kingsley Ojeaburu (NGA) |
| 30. Juli 2021 10:00 Uhr (Ortszeit) | 3:00 Uhr (MESZ) | Punkte: Meesseman 26 Rebounds: Meesseman 15 Assists: Allemand 7                  |         | Punkte: Gwathmey 20 Rebounds: Gwathmey, Meléndez 5 Assists: Rosado 5 | Saitama Super Arena Schiedsrichter: Maripier Malo (CAN), Yu Jung (TPE), Kingsley Ojeaburu (NGA) |
| 30. Juli 2021 10:00 Uhr (Ortszeit) | 3:00 Uhr (MESZ) |                                                                                  |         |                                                                      | Saitama Super Arena Schiedsrichter: Maripier Malo (CAN), Yu Jung (TPE), Kingsley Ojeaburu (NGA) |

| 30. Juli 2021 21:00 Uhr (Ortszeit) | 14:00 Uhr (MESZ) | China                                                                            | 76 – 74 | Australien                                               | Saitama Super Arena Schiedsrichter: Matthew Kallio (CAN), Maj Forsberg (DEN), Ahmed Al-Shuwaili (IRQ) |
| 30. Juli 2021 21:00 Uhr (Ortszeit) | 14:00 Uhr (MESZ) | Punkte pro Viertel: 27–19, 11–19, 17–9, 21–27 Punkte pro Halbzeit: 38–38, 38–36. |         |                                                          | Saitama Super Arena Schiedsrichter: Matthew Kallio (CAN), Maj Forsberg (DEN), Ahmed Al-Shuwaili (IRQ) |
| 30. Juli 2021 21:00 Uhr (Ortszeit) | 14:00 Uhr (MESZ) | Punkte: Wang 20 Rebounds: Shao 8 Assists: Li Meng 7                              |         | Punkte: Magbegor 15 Rebounds: George 5 Assists: Ebzery 4 | Saitama Super Arena Schiedsrichter: Matthew Kallio (CAN), Maj Forsberg (DEN), Ahmed Al-Shuwaili (IRQ) |
| 30. Juli 2021 21:00 Uhr (Ortszeit) | 14:00 Uhr (MESZ) |                                                                                  |         |                                                          | Saitama Super Arena Schiedsrichter: Matthew Kallio (CAN), Maj Forsberg (DEN), Ahmed Al-Shuwaili (IRQ) |

| 2. August 2021 17:20 Uhr (Ortszeit) | 10:20 Uhr (MESZ) | China                                                                             | 74 – 62 | Belgien                                                        | Saitama Super Arena Schiedsrichter: Leandro Lezcano (ARG), Yener Yılmaz (TUR), Maj Forsberg (DEN) |
| 2. August 2021 17:20 Uhr (Ortszeit) | 10:20 Uhr (MESZ) | Punkte pro Viertel: 17–21, 21–16, 21–15, 15–10 Punkte pro Halbzeit: 38–37, 36–25. |         |                                                                | Saitama Super Arena Schiedsrichter: Leandro Lezcano (ARG), Yener Yılmaz (TUR), Maj Forsberg (DEN) |
| 2. August 2021 17:20 Uhr (Ortszeit) | 10:20 Uhr (MESZ) | Punkte: Li Yueru 14 Rebounds: Li Yueru 8 Assists: Wang 8                          |         | Punkte: Meesseman 24 Rebounds: Meesseman 7 Assists: Mestdagh 5 | Saitama Super Arena Schiedsrichter: Leandro Lezcano (ARG), Yener Yılmaz (TUR), Maj Forsberg (DEN) |
| 2. August 2021 17:20 Uhr (Ortszeit) | 10:20 Uhr (MESZ) |                                                                                   |         |                                                                | Saitama Super Arena Schiedsrichter: Leandro Lezcano (ARG), Yener Yılmaz (TUR), Maj Forsberg (DEN) |

| 2. August 2021 21:00 Uhr (Ortszeit) | 14:00 Uhr (MESZ) | Australien                                                                       | 96 – 69 | Puerto Rico                                                                  | Saitama Super Arena Schiedsrichter: Alexander Glišić (SRB), Samir Abaakil (MAR), Gizella Györgyi (NOR) |
| 2. August 2021 21:00 Uhr (Ortszeit) | 14:00 Uhr (MESZ) | Punkte pro Viertel: 22–24, 23–20, 23–8, 28–17 Punkte pro Halbzeit: 45–44, 51–25. |         |                                                                              | Saitama Super Arena Schiedsrichter: Alexander Glišić (SRB), Samir Abaakil (MAR), Gizella Györgyi (NOR) |
| 2. August 2021 21:00 Uhr (Ortszeit) | 14:00 Uhr (MESZ) | Punkte: Tolo 26 Rebounds: Tolo 17 Assists: Mitchell 6                            |         | Punkte: Gwathmey 26 Rebounds: Gibson, Gwathmey 6 Assists: Meléndez, Rosado 3 | Saitama Super Arena Schiedsrichter: Alexander Glišić (SRB), Samir Abaakil (MAR), Gizella Györgyi (NOR) |
| 2. August 2021 21:00 Uhr (Ortszeit) | 14:00 Uhr (MESZ) |                                                                                  |         |                                                                              | Saitama Super Arena Schiedsrichter: Alexander Glišić (SRB), Samir Abaakil (MAR), Gizella Györgyi (NOR) |

#### Tabelle der Gruppendritten
| Platz | Team       | Spiele | Siege | Ndlg. | Körbe   | Diff. | Punkte |
| ----- | ---------- | ------ | ----- | ----- | ------- | ----- | ------ |
| 1.    | Australien | 3      | 1     | 2     | 240:230 | +10   | 4      |
| 2.    | Frankreich | 3      | 1     | 2     | 239:229 | +10   | 4      |
| 3.    | Kanada     | 3      | 1     | 2     | 208:201 | +7    | 4      |

### Finalrunde

#### Auslosung
In der Finalrunde wurden die Begegnungen neu ausgelost. Dabei wurden die Teams in folgende zwei Töpfe eingeteilt:
- Topf D: Alle Erstplatzierten der Vorrunde sowie der beste Gruppenzweite
- Topf E: Beide anderen Zweitplatzierten sowie alle Gruppendritten

Bei der Auslosung galten Ausnahmen:
Mannschaften aus der gleichen Vorrundengruppe konnten nicht erneut als Gegner gelost werden. Die zweitplatzierte Mannschaft aus Topf D konnte nicht gegen die drittplatzierten Teams aus Topf E gezogen werden.
| Platz | Team               | Spiele | Siege | Ndlg. | Körbe   | Diff. | Punkte | Topf               |
| ----- | ------------------ | ------ | ----- | ----- | ------- | ----- | ------ | ------------------ |
| 1.    | China              | 3      | 3     | 0     | 247:191 | +56   | 6      | Gesetzt (Topf D)   |
| 2.    | Vereinigte Staaten | 3      | 3     | 0     | 260:223 | +37   | 6      | Gesetzt (Topf D)   |
| 3.    | Spanien            | 3      | 3     | 0     | 234:205 | +29   | 6      | Gesetzt (Topf D)   |
|       |                    |        |       |       |         |       |        |                    |
| 4.    | Belgien            | 3      | 2     | 1     | 234:196 | +38   | 5      | Gesetzt (Topf D)   |
| 5.    | Japan              | 3      | 2     | 1     | 245:239 | +6    | 5      | Ungesetzt (Topf E) |
| 6.    | Serbien            | 3      | 2     | 1     | 207:214 | −7    | 5      | Ungesetzt (Topf E) |
|       |                    |        |       |       |         |       |        |                    |
| 7.    | Australien         | 3      | 1     | 2     | 240:230 | +10   | 4      | Ungesetzt (Topf E) |
| 8.    | Frankreich         | 3      | 1     | 2     | 239:229 | +10   | 4      | Ungesetzt (Topf E) |

#### Turnierbaum
|  | Viertelfinale      | Viertelfinale  |                    |                | Halbfinale      | Halbfinale |  |  | Finale         | Finale         |
|  |                    |                |                    |                |                 |            |  |  |                |                |
|  | 4. August 2021     |                |                    |                |                 |            |  |  |                |                |
|  | Australien         | 55             |                    |                |                 |            |  |  |                |                |
|  | Australien         | 55             | 6. August 2021     |                |                 |            |  |  |                |                |
|  | Vereinigte Staaten | 79             |                    |                |                 |            |  |  |                |                |
|  | Vereinigte Staaten | 79             | Vereinigte Staaten | 79             |                 |            |  |  |                |                |
|  |                    |                | Vereinigte Staaten | 79             |                 |            |  |  |                |                |
|  |                    | Serbien        | 59                 |                |                 |            |  |  |                |                |
|  | China              | Serbien        | 59                 | 70             |                 |            |  |  |                |                |
|  | China              |                |                    | 70             |                 |            |  |  |                |                |
|  | Serbien            | 77             |                    | 8. August 2021 | 8. August 2021  |            |  |  |                |                |
|  | 4. August 2021     | 4. August 2021 | Vereinigte Staaten | 90             |                 |            |  |  |                |                |
|  | 4. August 2021     | 4. August 2021 |                    | Japan          | 75              |            |  |  |                |                |
|  | Japan              | 86             |                    |                |                 |            |  |  |                |                |
|  | Belgien            | 85             |                    |                |                 |            |  |  |                |                |
|  | Belgien            | 85             | Japan              | 87             |                 |            |  |  |                |                |
|  |                    |                | Japan              | 87             | Spiel um Bronze |            |  |  |                |                |
|  |                    | Frankreich     | 71                 |                |                 |            |  |  |                |                |
|  | Spanien            | Frankreich     | 71                 | 64             | Serbien         | 76         |  |  |                |                |
|  | Spanien            | 6. August 2021 |                    | 64             | Serbien         | 76         |  |  |                |                |
|  | Frankreich         | 67             |                    | Frankreich     | 91              |            |  |  |                |                |
|  | Frankreich         | 67             |                    |                | 91              |            |  |  |                |                |
|  | 4. August 2021     | 4. August 2021 |                    |                |                 |            |  |  | 7. August 2021 | 7. August 2021 |

#### Viertelfinale
| 4. August 2021 10:00 Uhr (Ortszeit) | 3:00 Uhr (MESZ) | China                                                                             | 70 – 77 | Serbien                                                 | Saitama Super Arena Schiedsrichter: Luis Castillo (ESP), Maripier Malo (CAN), Rabah Noujaim (LIB) |
| 4. August 2021 10:00 Uhr (Ortszeit) | 3:00 Uhr (MESZ) | Punkte pro Viertel: 14–16, 19–19, 25–14, 12–28 Punkte pro Halbzeit: 33–35, 37–42. |         |                                                         | Saitama Super Arena Schiedsrichter: Luis Castillo (ESP), Maripier Malo (CAN), Rabah Noujaim (LIB) |
| 4. August 2021 10:00 Uhr (Ortszeit) | 3:00 Uhr (MESZ) | Punkte: Shao 17 Rebounds: Han 7 Assists: Li Yuan 6                                |         | Punkte: Brooks 18 Rebounds: Vasić 10 Assists: Dabović 6 | Saitama Super Arena Schiedsrichter: Luis Castillo (ESP), Maripier Malo (CAN), Rabah Noujaim (LIB) |
| 4. August 2021 10:00 Uhr (Ortszeit) | 3:00 Uhr (MESZ) |                                                                                   |         |                                                         | Saitama Super Arena Schiedsrichter: Luis Castillo (ESP), Maripier Malo (CAN), Rabah Noujaim (LIB) |

| 4. August 2021 13:40 Uhr (Ortszeit) | 6:40 Uhr (MESZ) | Australien                                                                        | 55 – 79 | Vereinigte Staaten                                    | Saitama Super Arena Schiedsrichter: Ferdinand Pascual (PHI), Takaki Kato (JPN), Yevgeniy Mikheyev (KAZ) |
| 4. August 2021 13:40 Uhr (Ortszeit) | 6:40 Uhr (MESZ) | Punkte pro Viertel: 12–26, 15–22, 12–20, 16–11 Punkte pro Halbzeit: 27–48, 28–31. |         |                                                       | Saitama Super Arena Schiedsrichter: Ferdinand Pascual (PHI), Takaki Kato (JPN), Yevgeniy Mikheyev (KAZ) |
| 4. August 2021 13:40 Uhr (Ortszeit) | 6:40 Uhr (MESZ) | Punkte: Mitchell 14 Rebounds: Allen, George 7 Assists: Mitchell 6                 |         | Punkte: Stewart 23 Rebounds: Griner 8 Assists: Gray 8 | Saitama Super Arena Schiedsrichter: Ferdinand Pascual (PHI), Takaki Kato (JPN), Yevgeniy Mikheyev (KAZ) |
| 4. August 2021 13:40 Uhr (Ortszeit) | 6:40 Uhr (MESZ) |                                                                                   |         |                                                       | Saitama Super Arena Schiedsrichter: Ferdinand Pascual (PHI), Takaki Kato (JPN), Yevgeniy Mikheyev (KAZ) |

| 4. August 2021 17:20 Uhr (Ortszeit) | 10:20 Uhr (MESZ) | Japan                                                                             | 86 – 85 | Belgien                                                         | Saitama Super Arena Schiedsrichter: Yu Jung (TPE), Amy Bonner (USA), James Boyer (AUS) |
| 4. August 2021 17:20 Uhr (Ortszeit) | 10:20 Uhr (MESZ) | Punkte pro Viertel: 19–16, 22–26, 20–26, 25–17 Punkte pro Halbzeit: 41–42, 45–43. |         |                                                                 | Saitama Super Arena Schiedsrichter: Yu Jung (TPE), Amy Bonner (USA), James Boyer (AUS) |
| 4. August 2021 17:20 Uhr (Ortszeit) | 10:20 Uhr (MESZ) | Punkte: Miyazawa 21 Rebounds: Meesseman 15 Assists: Allemand 7                    |         | Punkte: Meesseman 25 Rebounds: Meesseman 11 Assists: Allemand 8 | Saitama Super Arena Schiedsrichter: Yu Jung (TPE), Amy Bonner (USA), James Boyer (AUS) |
| 4. August 2021 17:20 Uhr (Ortszeit) | 10:20 Uhr (MESZ) |                                                                                   |         |                                                                 | Saitama Super Arena Schiedsrichter: Yu Jung (TPE), Amy Bonner (USA), James Boyer (AUS) |

| 4. August 2021 21:00 Uhr (Ortszeit) | 14:00 Uhr (MESZ) | Spanien                                                                           | 64 – 67 | Frankreich                                                                     | Saitama Super Arena Schiedsrichter: Manuel Mazzoni (ITA), Andreia Silva (BRA), Scott Beker (AUS) |
| 4. August 2021 21:00 Uhr (Ortszeit) | 14:00 Uhr (MESZ) | Punkte pro Viertel: 16–21, 14–15, 18–19, 16–12 Punkte pro Halbzeit: 30–36, 34–31. |         |                                                                                | Saitama Super Arena Schiedsrichter: Manuel Mazzoni (ITA), Andreia Silva (BRA), Scott Beker (AUS) |
| 4. August 2021 21:00 Uhr (Ortszeit) | 14:00 Uhr (MESZ) | Punkte: Ndour 16 Rebounds: Ndour 11 Assists: Gil 4                                |         | Punkte: Johannès 18 Rebounds: Chartereau, Johannès, Rupert 5 Assists: Duchet 5 | Saitama Super Arena Schiedsrichter: Manuel Mazzoni (ITA), Andreia Silva (BRA), Scott Beker (AUS) |
| 4. August 2021 21:00 Uhr (Ortszeit) | 14:00 Uhr (MESZ) |                                                                                   |         |                                                                                | Saitama Super Arena Schiedsrichter: Manuel Mazzoni (ITA), Andreia Silva (BRA), Scott Beker (AUS) |

#### Halbfinale
| 6. August 2021 13:40 Uhr (Ortszeit) | 6:40 Uhr (MESZ) | Vereinigte Staaten                                                                | 79 – 59 | Serbien                                                   | Saitama Super Arena Schiedsrichter: Antonio Conde (ESP), Yu Jung (TPE), Andreia Silva (BRA) |
| 6. August 2021 13:40 Uhr (Ortszeit) | 6:40 Uhr (MESZ) | Punkte pro Viertel: 25–12, 16–11, 17–16, 21–20 Punkte pro Halbzeit: 41–23, 38–36. |         |                                                           | Saitama Super Arena Schiedsrichter: Antonio Conde (ESP), Yu Jung (TPE), Andreia Silva (BRA) |
| 6. August 2021 13:40 Uhr (Ortszeit) | 6:40 Uhr (MESZ) | Punkte: Griner 15 Rebounds: Griner 12 Assists: Bird, Taurasi 4                    |         | Punkte: Anderson 15 Rebounds: Dugalić 10 Assists: Vasić 3 | Saitama Super Arena Schiedsrichter: Antonio Conde (ESP), Yu Jung (TPE), Andreia Silva (BRA) |
| 6. August 2021 13:40 Uhr (Ortszeit) | 6:40 Uhr (MESZ) |                                                                                   |         |                                                           | Saitama Super Arena Schiedsrichter: Antonio Conde (ESP), Yu Jung (TPE), Andreia Silva (BRA) |

| 6. August 2021 20:00 Uhr (Ortszeit) | 13:00 Uhr (MESZ) | Japan                                                                             | 87 – 71 | Frankreich                                                | Saitama Super Arena Schiedsrichter: Maripier Malo (CAN), Luis Castillo (ESP), Jewgenij Micheew (KAZ) |
| 6. August 2021 20:00 Uhr (Ortszeit) | 13:00 Uhr (MESZ) | Punkte pro Viertel: 14–22, 27–12, 27–16, 19–21 Punkte pro Halbzeit: 41–34, 46–37. |         |                                                           | Saitama Super Arena Schiedsrichter: Maripier Malo (CAN), Luis Castillo (ESP), Jewgenij Micheew (KAZ) |
| 6. August 2021 20:00 Uhr (Ortszeit) | 13:00 Uhr (MESZ) | Punkte: Akaho 17 Rebounds: Akaho, Miyazawa 7 Assists: Machida 18                  |         | Punkte: Gruda 18 Rebounds: Williams 8 Assists: Williams 7 | Saitama Super Arena Schiedsrichter: Maripier Malo (CAN), Luis Castillo (ESP), Jewgenij Micheew (KAZ) |
| 6. August 2021 20:00 Uhr (Ortszeit) | 13:00 Uhr (MESZ) |                                                                                   |         |                                                           | Saitama Super Arena Schiedsrichter: Maripier Malo (CAN), Luis Castillo (ESP), Jewgenij Micheew (KAZ) |

#### Spiel um Bronze
| 7. August 2021 16:00 Uhr (Ortszeit) | 9:00 Uhr (MESZ) | Serbien                                                                           | 76 – 91 | Frankreich                                                                  | Saitama Super Arena Schiedsrichter: Juan Fernandez (ARG), Amy Bonner (USA), Takaki Kato (JPN) |
| 7. August 2021 16:00 Uhr (Ortszeit) | 9:00 Uhr (MESZ) | Punkte pro Viertel: 23–19, 17–24, 16–24, 20–24 Punkte pro Halbzeit: 40–43, 36–48. |         |                                                                             | Saitama Super Arena Schiedsrichter: Juan Fernandez (ARG), Amy Bonner (USA), Takaki Kato (JPN) |
| 7. August 2021 16:00 Uhr (Ortszeit) | 9:00 Uhr (MESZ) | Punkte: Anderson 24 Rebounds: Vasić 8 Assists: Anderson, Brooks 5                 |         | Punkte: Williams 17 Rebounds: Williams 8 Assists: Gruda, Michel, Williams 4 | Saitama Super Arena Schiedsrichter: Juan Fernandez (ARG), Amy Bonner (USA), Takaki Kato (JPN) |
| 7. August 2021 16:00 Uhr (Ortszeit) | 9:00 Uhr (MESZ) |                                                                                   |         |                                                                             | Saitama Super Arena Schiedsrichter: Juan Fernandez (ARG), Amy Bonner (USA), Takaki Kato (JPN) |

#### Finale
| 8. August 2021 11:30 Uhr (Ortszeit) | 4:30 Uhr (MESZ) | Vereinigte Staaten                                                                | 90 – 75 | Japan                                                  | Saitama Super Arena Schiedsrichter: Manuel Mazzoni (ITA), Andreia Silva (BRA), Maripier Malo (CAN) |
| 8. August 2021 11:30 Uhr (Ortszeit) | 4:30 Uhr (MESZ) | Punkte pro Viertel: 23–14, 27–25, 25–17, 15–19 Punkte pro Halbzeit: 50–39, 40–36. |         |                                                        | Saitama Super Arena Schiedsrichter: Manuel Mazzoni (ITA), Andreia Silva (BRA), Maripier Malo (CAN) |
| 8. August 2021 11:30 Uhr (Ortszeit) | 4:30 Uhr (MESZ) | Punkte: Griner 30 Rebounds: Stewart 14 Assists: Taurasi 8                         |         | Punkte: Takada 17 Rebounds: Okoye 8 Assists: Machida 6 | Saitama Super Arena Schiedsrichter: Manuel Mazzoni (ITA), Andreia Silva (BRA), Maripier Malo (CAN) |
| 8. August 2021 11:30 Uhr (Ortszeit) | 4:30 Uhr (MESZ) |                                                                                   |         |                                                        | Saitama Super Arena Schiedsrichter: Manuel Mazzoni (ITA), Andreia Silva (BRA), Maripier Malo (CAN) |

### Medaillengewinnerinnen
| Rang                    | Medaillengewinnerinnen |
| ----------------------- | --- |
| Gold Vereinigte Staaten | Ariel Atkins, Sue Bird, Tina Charles, Napheesa Collier, Skylar Diggins-Smith, Sylvia Fowles, Chelsea Gray, Brittney Griner, Jewell Loyd, Breanna Stewart, Diana Taurasi, A’ja Wilson                        |
| Silber Japan            | Himawari Akaho, Saki Hayashi, Rui Machida, Evelyn Mawuli, Saori Miyazaki, Yuki Miyazawa, Naho Miyoshi, Nako Motohashi, Moeko Nagaoka, Monica Okoye, Maki Takada, Nanaka Todo                                |
| Bronze Frankreich       | Alexia Chartereau, Héléna Ciak, Alix Duchet, Marine Fauthoux, Sandrine Gruda, Marine Johannès, Sarah Michel, Endéné Miyem, Iliana Rupert, Diandra Tchatchouang, Valériane Vukosavljević, Gabrielle Williams |

## Weblink
- Basketball auf der Homepage der Spiele